# Helvig
Helvig är ett tyskt kvinnonamn sammansatt av orden heil, lycka och vig som betyder strid. Det äldsta belägget i Sverige är från 1200-talet.
Den 31 december 2014 fanns det totalt 24 kvinnor folkbokförda i Sverige med namnet Helvig, varav 2 bar det som tilltalsnamn.
Namnsdag: saknas i Sverige. I den finlandssvenska namnsdagslängden har Helvig namnsdag 16 september sedan 1973.

## Personer med namnet Helvig
- Helvig av Holstein, svensk drottninggemål, gift med kung Magnus Ladulås
- Helvig av Slesvig, dansk drottninggemål, gift med kung Valdemar IV Atterdag av Danmark